# Список водних каналів України
У списку надано перелік каналів України з їх базовими характеристиками
| Назва каналу                                    | Тип                         | Протяжність(км) | Початок           | Кінець          | Роки будівництва | Статус         |
| ----------------------------------------------- | --------------------------- | --------------- | ----------------- | --------------- | ---------------- | -------------- |
| Бузько-Дніпровсько-лиманський канал (БДЛК)      | Судновий хід                | 81,5км          | траверз п. Очаків | п. Миколаїв     |                  | Експлуатується |
| Херсонський морський канал (ХМК)                | Судновий хід                |                 | 5-те коліно БДЛК  | п. Херсон       |                  | Експлуатується |
| Глибоководний судновий хід "Дунай — Чорне море" | Судновий хід                | 170,36          |                   |                 | 2003 - 2006      | Експлуатується |
| Керч-Єніка́льський канал                         | Судновий хід                | 24,3            |                   |                 |                  |                |
| Південно-Український канал                      | Судноплавний канал, Водогін |                 | м. Запоріжжя      | м. Приморськ    | 1951-1953        | Проект         |
| Вісла — Сан — Дністер — Прут                    | Судноплавний канал          |                 |                   | п. Джурджулешти | до 1938          | Проект         |
| Львів — Броди                                   | Судноплавний канал          |                 | м. Львів          | м. Броди        | до 1918          | Проект         |
| Дністер — Західний Буг                          | Судноплавний канал          |                 |                   |                 | 1806             | Проект         |
| Азово-Чорноморський канал                       | Судноплавний канал          |                 |                   |                 |                  | Проект         |

| Назва каналу                     | Протяжність(км) | Початок | Кінець | Роки будівництва | Статус         |
| -------------------------------- | --------------- | ------- | ------ | ---------------- | -------------- |
| Канал Дніпро — Кривий Ріг        |                 |         |        | 1957—1961        | Експлуатується |
| Канал Сіверський Донець — Донбас |                 |         |        | 1955 —           | Експлуатується |
| Канал Дніпро — Донбас            |                 |         |        |                  | Експлуатується |
| Канал Дніпро — Інгулець          |                 |         |        |                  | Експлуатується |

| Назва каналу                          | Протяжність | Початок | Кінець | Рік будівництва | Статус            |
| ------------------------------------- | ----------- | ------- | ------ | --------------- | ----------------- |
| Північнокримський канал               |             |         |        |                 | Не експлуатується |
| Каховський канал                      |             |         |        |                 | Не експлуатується |
| Канал Р-9                             |             |         |        |                 | Не експлуатується |
| Каховська зрошувальна система         |             |         |        |                 | Не експлуатується |
| Інгулецька зрошувальна система        |             |         |        |                 | Експлуатується    |
| Краснознам'янська зрошувальна система |             |         |        |                 | Не експлуатується |
| Салгирська зрошувальна система        |             |         |        |                 | Не експлуатується |